# جير مارينيو دي أوليفيرا
جير مارينيو دي أوليفيرا (بالبرتغالية: Jair Marinho de Oliveira‏) (مواليد 17 يوليو 1936) هو لاعب كرة قدم. لعب مع منتخب البرازيل لكرة القدم. سبق له أن لعب في كأس العالم لكرة القدم مع منتخب بلاده.

## روابط خارجية
- جير مارينيو دي أوليفيرا على موقع الاتحاد الدولي (مؤرشف)  (الإنجليزية)
- جير مارينيو دي أوليفيرا على موقع قاعدة بيانات كرة القدم.إي يو (الإنجليزية)
- جير مارينيو دي أوليفيرا على موقع ناشيونال فوتبول تيمز (الإنجليزية)
- جير مارينيو دي أوليفيرا على موقع عالم كرة القدم.نت (الإنجليزية)